# Masmo

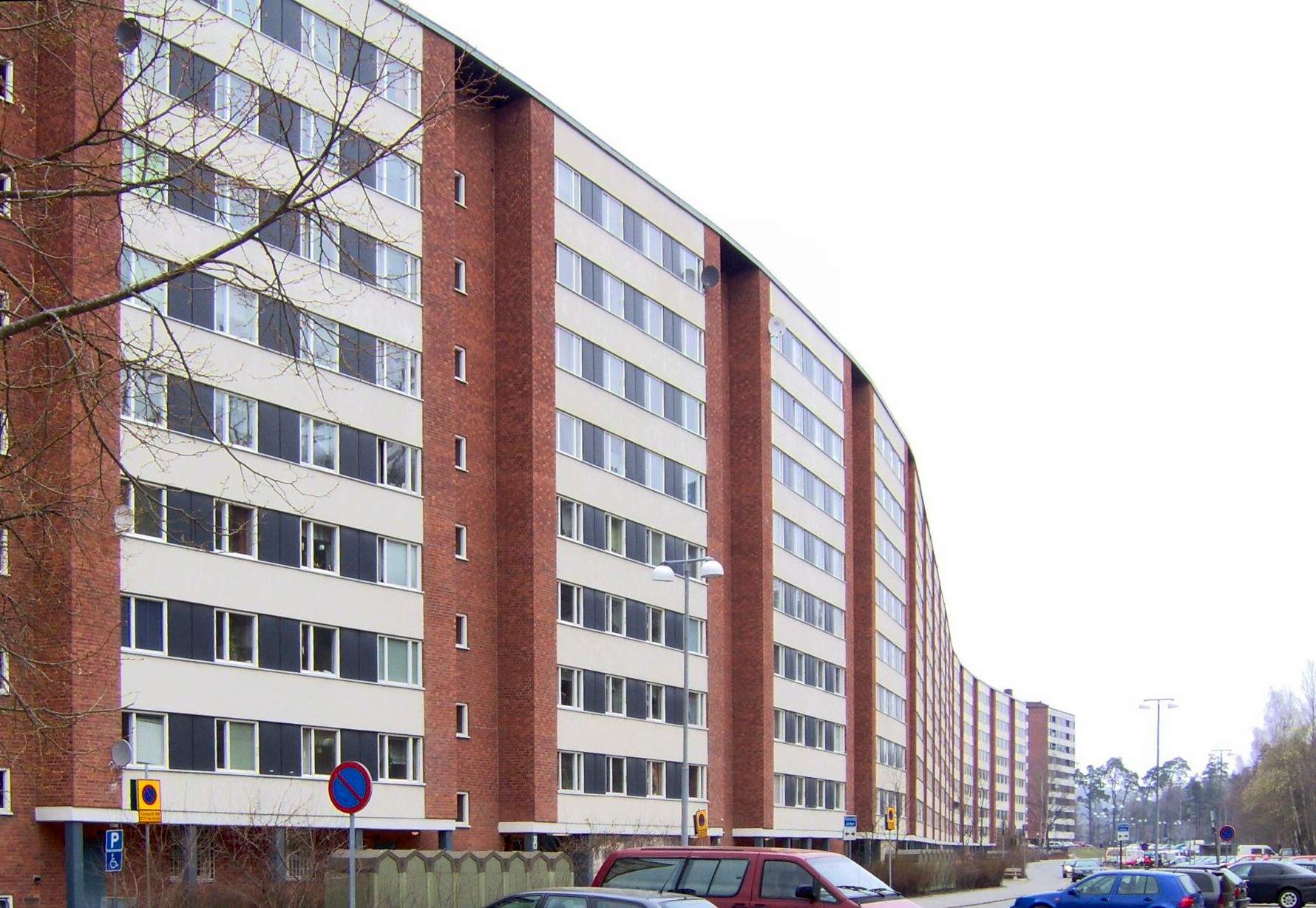
Masmo, sudoeste de Estocolmo.

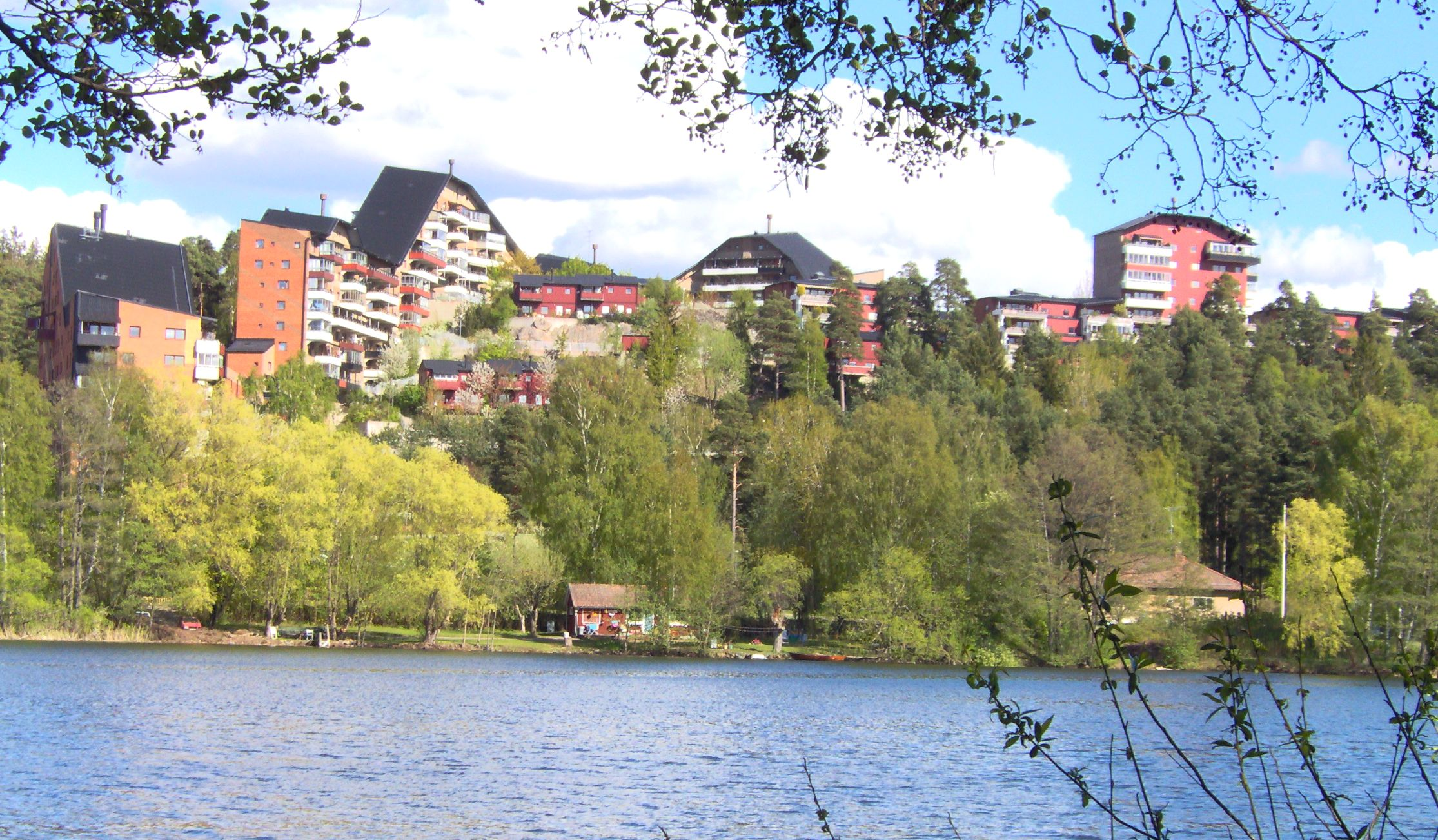
Algunos cientos de metro de la estación de Metro se encuentra Myrstuguberget un barrio habitacional.

Masmo, un barrio de Vårby en la comuna de Huddinge y una estación de metro (Tunnelbana en sueco) con el mismo nombre (línea Roja). 
El cerro de Masmo Masmoberget tiene 94 metros de altura.

## La estación de Metro de Masmo
La estación Masmo es traficada por la línea Roja (línea 2) y se inauguró en 1972. La distancia de la estación a la estación de Slussen es 16,1 kilómetros. Masmo queda entre las estaciones Fittja y Vårby gård.
Es una estación subterránea abajo del cerro Masmoberget con 20-45 metros de profundidad. La estación está decorada por Staffan Hallström y Lars Andréasson, 1971

## Masmo, fotos de la estación de metro
|  |  |  |

- Datos: Q15088561